# Жаспар Таїсія Павлівна
Таїсія Павлівна Жаспа́р (до шлюбу Філіппович; нар. 18 жовтня 1912, Тобольськ — пом. 25 листопада 1986, Київ) — українська радянська художниця і дитяча письменниця, меценатка; учасниця об'єднання художників «Ательє» з 1942 року, членкиня Спілки радянських художників України з 1955 року.

## Біографія
Народилася 5 [18] жовтня 1912 року у місті Тобольську (нині Тюменська область, Росія). Після Жовтневої революції її батько — штурман далекого плавання, на білогвардійському баркасі перевіз її разом з дружиною до Китаю, де вони поселилися у місті Харбіні серед білих емігрантів.
Початкову художню освіту здобула в Харбіні в студії Олександра Степанова. У 18 років узяла шлюб з емігрантом Юрієм Хомяковим і переїхала до Шанхаю. Через пияцтво чоловіка через півтора роки розлучилася. У 1932 році заснувала у Шанхаї професійну школу для жінок, у 1936 році — Будинок російської жінки, в яких займалася прикладним мистецтвом, давала уроки китаянкам.
1936 року в Шанхаї, в консульському відділенні французької концесії, познайомилася з паном Андре Жаспаром, кузеном французького генерала Шарля де Голля, з яким одружилася наступного року. З 1938 року в Шанхаї брала уроки живопису у мініатюриста та портретиста Анатолія Єфімова, 1940 року там же закінчила приватну художню студію Михайла Кичигіна; у 1945 році — приватну художню студію Віктора Подгурського. У 1947—1948 роках здійснила 8-місячну подорож до Європи, займалася деякий час в Академії Ґранд-Шом'єр у Парижі.
У 1951 році, разом з В. Анастасьєвим та А. Махарадзе, в Шанхаї організувала художню школу. У 1952 році, розлучившись із чоловіком, репатріювалася в СРСР. Пошлюбила українського художника Костянтина Крилова. Співпрацювала із журналами «Радянська жінка», «Барвінок», «Піонерія», видавництвами «Молодь» та «Держлітвидав».
Жила в Києві, в будинку на провулку Мечникова, № 9 а, квартира 40. Померла в Києві 25 листопада 1986 року.

## Творчість
Працювала в галузі станкового живопису, станкової і книжкової графіки; друкувалася як дитяча письменниця. Серед робіт:
- «Китайські дворики» (олія);
- «Зоя» (1943, олія);
- «Китайські діти» (1945, пастель; Одеський художній музей);
- серія «Жінки Шанхаю» (1949);
- «Китайська дівчинка» (1950, пастель);
- «Портрет художника Д. Ньє» (1951, пастель);
- «Портрет студента Київського державного політехнічного інституту китайця Чжень Цзинь-хуа» (1952, папір, вугілля, олівець, сангіна; Національний художній музей України)[4];
- «Портрет архітектора І. Мельник» (1954, сангіна; Національний художній музей України)
- серія графічних портретів українських письменників, серед яких Остап Вишня, Михайло Стельмах, Микола Бажан, Максим Рильський (1956—1957, пастель, гуаш, сангіна);
- графічні серії «Діти Сицилії» і «Батраки й хазяї» (1958—1964; пастель, сангіна);
- «Мати» (1960);
- «Портрет члена бригади комуністичної праці Дарницького шовкового комбінату С. Коваленко» (1960, пастель);
- «Портрет художника Лі Цзунь-суна» (1961, сангіна);
- «Портрет Н. Рубашевської» (1963, літографія);
- «Сицилійська дівчина Франка Віола» (1966, пастель);
- «Генерал Шарль де Голь» (1968, сангіна, сепія; повтор 1968, Франція, збірка сім'ї де Голя);
- «Професор В. Шевелев» (1971, вугілля, пастель);
- «Ланкова Єфросинія Саух» (1975, пастель);
- «Сицилійський студент Ф. Мураторе» (1985).

Проілюструвала власну книгу «Повесть о Сицилии» (Москва, 1958; у співавторстві). Написала, оформила та ілюструвала книгу «Апельсиновий сад» (Київ, 1963; Москва, 1965).
Брала участь у виставках з 1939 року, перебуваючи в СРСР — в республіканських і всесоюзних виставках з 1952 року, зарубіжних з 1955 року. Персональні виставки відбулися у Шанхаї у 1939, 1945 і 1949 роках і у Катанії у 1958, 1964, 1966 і 1968 роках. У 1993 році персональна виставка «Т. П. Жаспар. Життя та творча доля. Китай. Франція. Україна» відбулася у Музеї російського мистецтва у Києві.
Деякі твори художниці зберігаються у Харківському, Донецькому, Одеському художніх музеях, Національному музеї медицини України, Музеї-архіві літератури та мистецтва у Києві.

## Меценатство
Другий чоловік, Андре Жаспар, упродовж тривалого часу перебування в Шанхаї скуповував старовинні китайські вази, картини і скульптури. Після смерті чоловіка, успадкувавши антикварну колекцію, Таїсія Жаспар в 1959 році подарувала з неї 183 предмета Київському музею західного і східного мистецтва. Ще 174 раритети викупила держава в особі Міністерство культури СРСР.
У 2002 році завідувачка відділом мистецтва Сходу Музею західного і східного мистецтва Галина Іванівна Біленко опублікувала результати наукового дослідження колекції. За її експертним висновком тільки 38 предметів є автентичними, інші — імітація старовинних майстрів.